# Franklin et le Chevalier vert
 (septembre 2015).
Si vous disposez d'ouvrages ou d'articles de référence ou si vous connaissez des sites web de qualité traitant du thème abordé ici, merci de compléter l'article en donnant les références utiles à sa vérifiabilité et en les liant à la section « Notes et références ».
Pour plus de détails, voir Fiche technique et Distribution.
Franklin et le Chevalier vert (Franklin and the Green Knight: The Movie) ou Benjamin et le Chevalier vert au Québec est un film d'animation canadien réalisé par John van Bruggen, sorti en 2000.
Il s'agit du premier long métrage consacré au personnage de la série télévisée du même nom.

## Synopsis
Franklin attend avec inquiétude l'arrivée d'une petite sœur, et craint d'être délaissé d'autant que l'hiver lui paraît anormalement long. Pour être de nouveau le centre d'intérêt et, lassé par la saison des neiges, il décide de suivre la légende du Chevalier Vert, pour ramener le printemps à Forêtville, devenir un héros et retrouver joie. Mais tout est détaillé…

## Voix

### Voix originales
- Noah Reid : Franklin
- Luca Perlman : Martin
- Olivia Garratt : Béatrice
- Kyle Fairlie : Basile
- Kristen Bone : Arnaud
- Leah Cudmore : Lili
- Richard Newman : M. Tortue
- Elizabeth Brown : Mme Tortue
- Juan Chioran : Le Chevalier Vert
- Paul Essiembre : Oscar
- Ruby Smith Merovitz : Odile
- Ali Mukaddam : Raffin
- James Rankin : M. Hibou
- Corinne Conley : Mamie Tortue
- Valerie Boyle : Mme Castor
- Adrian Truss : M. Castor
- Liz Hanna : Mme Renard
- Paul Haddad : M. Renard
- Catherine Disher : Mme Oie
- Jim Jones : M. Marmotte
- Shirley Douglas : La narratrice

### Voix françaises
- Alexandre Ysaye : Franklin
- Alice Ley : Lili
- Ioanna Gkizas : Arnaud
- Patrick Donnay : M. Tortue
- Colette Sodoyez : Mme Tortue
- Laëtitia Liénart : Béatrice
- Baptiste Hupin : Martin

## Bande-Son
- Franklin Theme
- Printemps, où es-tu?
- Les Instruments de Franklin
- La Chanson des frères et sœurs
- La Chanson d'Arnaud l'escargot